# Torrent del Remei
El torrent del Remei, anomenat també torrent de la Font del Remei, o torrent de la Farigola, era un curs d'aigua de la conca Vallcarca-Coll que s'originava entre el turó del Coll i el del Carmel, prop de la font de Font-rúbia al peu del santuari de la Mare de Déu del Coll, a Barcelona. Baixava paral·lel a l'avinguda de la Mare de Déu del Coll, fins a arribar a la riera de Vallcarca, on s'hi afegia per l'esquerra, prop de la Baixada de la Glòria.
El nom és degut a una font que hi havia a la part alta del carrer que avui porta el seu nom, i el nom de Farigola és degut a l'antic hostal situat al carrer del mateix nom i que ara és l'escola Farigola.